# David Pavelka
David Pavelka (* 18. květen 1991 Praha) je český profesionální fotbalista, který hraje na pozici středního záložníka za český klub AC Sparta Praha B. Mezi lety 2015 a 2021 odehrál také 25 utkání v dresu české reprezentace, v nichž vstřelil 1 branku. Zahrál si na EURO 2016.

## Klubová kariéra

### Sparta Praha
Sparťanský odchovanec byl v létě 2010 zařazen do B-týmu a o půl roku později dostal šanci i v áčku.
V sezóně 2011/12 hostoval ve Slovácku.
V základní skupině I Evropské ligy 2012/13 byla Sparta Praha přilosována k týmům Olympique Lyon (Francie), Hapoel Ironi Kirjat Šmona (Izrael) a Athletic Bilbao (Španělsko). V prvním utkání Sparty 20. září 2012 proti domácímu Lyonu hrál Pavelka do 58. minuty, pražský klub podlehl soupeři 1:2. 4. října v domácím utkání proti finalistovi Evropské ligy předešlého ročníku Athleticu Bilbao šel na hřiště v 79. minutě za Marka Matějovského, Sparta zvítězila 3:1 a připsala si první 3 body do tabulky. Jenže v dalším ligovém utkání proti Baníku Ostrava utrpěl zlomeninu lopaty kyčelní po souboji s Petrem Machem. Podrobil se operaci a jak se později ukázalo, byl to pro mladého odchovance poslední zápas v rudém dresu. 25. října 2012 v zápase s izraelským týmem Ironi Kirjat Šmona nenastoupil, Sparta Praha si připsala další tři body za výhru 3:1, s celkovými 6 si upevnila druhé místo v tabulce základní skupiny za Lyonem.

### Slovan Liberec
Začátkem roku 2013 se společně s Martinem Frýdkem přesunul ze Sparty do severočeského klubu FC Slovan Liberec, součástí transferu byl prodej záložníka Lukáše Váchy za 15 milionů korun opačným směrem. S Libercem si zahrál ve skupinové fázi Evropské ligy 2013/14 (kde se tým střetl se španělskou Sevillou, německým Freiburgem a portugalským Estorilem). 7. listopadu 2013 v zápase s domácím mužstvem Sevilla FC zařídil svým gólem dělbu bodů za remízu 1:1. Po ubráněné útočné akci soupeře ve druhém poločase převzal míč nedaleko vlastního pokutového území a po sólu přes celé hřiště vystřelil zdálky přesně k tyči. Liberec natáhl šňůru neporazitelnosti v evropských pohárových soutěžích již na devět utkání, čímž vyrovnal český rekord Slavie Praha ze sezóny 1995/96. S týmem zažil vyřazení v šestnáctifinále proti nizozemskému AZ Alkmaar.
Liberec obsadil v Gambrinus lize 2013/14 pohárovou 4. příčku a následující sezonu se Pavelka představil v Evropské lize UEFA 2014/15. Se Slovanem Liberec v sezóně 2014/15 podstoupil boje o záchranu v 1. české lize, ta se zdařila. S týmem navíc vybojoval triumf v českém poháru. V roce 2015 se stal kapitánem libereckého týmu a začal hrát za reprezentaci.

### Kasımpaşa
V lednu 2016 přestoupil z Liberce do tureckého klubu Kasımpaşa SK z Istanbulu, kde podepsal smlouvu na 2,5 roku. Dle zpráv z tureckých médií se transfer zrealizoval za cca 40 milionů Kč.

### Sparta Praha
Dne 6. října 2020, poslední den přestupového okna, se Pavelka vrátil do pražské Sparty. Česká liga byla akorát pozastavena kvůli pandemii covidu-19, poprvé si tak za Spartu zahrál až 22. října v úvodním utkání základních skupin Evropské ligy doma proti Lille OSC (prohra 1:4). V základní sestavě nastoupil i do dalších utkání EL proti AC Milán (prohra 0:3, žlutá karta) a Celticu (výhra 4:1, žlutá karta), proti druhému jmenovanému vedl Spartu jako kapitán. Ve svém druhém ligovém utkání po návratu obdržel proti Českým Budějovicím červenou kartu. Až na jednozápasový disciplinární trest a odvetný zápas s AC Milán, kde Sparta nasadila převážně náhradníky, Pavelka od svého příchodu odehrál v podzimní části sezony vždy celé utkání; v polovině prosince si i připsal svůj první gól, rozhodl o výhře Sparty nad Slováckem 2:1. Obdobnou bilanci si udržel i v jarní části sezony, až na výjimky nastupoval na celých 90 minut utkání, dvakrát vedl Spartu jako kapitán, a připsal si jeden gól, kterým rozhodl o sparťanské výhře 2:1, tentokrát nad Bohemians Praha 1905, která znamenala pro Spartu jistotu druhého místa v lize a postup do předkol Ligy mistrů.
Od roku 2025 hraje ve sparťanské rezervě.

## Reprezentační kariéra
V roce 2012 debutoval v české mládežnické reprezentaci do 21 let.
V A-týmu České republiky debutoval pod trenérem Pavlem Vrbou 3. září 2015 v kvalifikačním utkání na EURO 2016 v Plzni proti týmu Kazachstánu (výhra 2:1). Nastoupil v základní sestavě. S českým týmem slavil postup na EURO 2016 ve Francii.
Trenér Pavel Vrba jej zařadil do závěrečné 23členné nominace na EURO 2016 ve Francii. V základní skupině D odehrál dva zápasy: proti Španělsku (porážka 0:1) a proti Turecku (porážka 0:2). Český tým obsadil se ziskem jediného bodu poslední čtvrté místo skupiny.
Ve stejném roce a po příchodu trenéra Jarolíma odehrál Pavelka ještě 4 utkání z toho jedno přípravné a tři kvalifikační na mistrovství světa. Poté se ve výběrech reprezentace na téměř dva roky neobjevil.
Po příchodu trenéra Šilhavého k reprezentaci odehrál Pavelka jako jeden ze dvou (druhým Čelůstka) všechny minuty ve třech zbývajících utkání Ligy národů i v přípravném zápase s Polskem. Pavelka se tak stal klíčovým hráčem celého týmu. Svůj první reprezentační gól vstřelil v roce 2019 v přátelském utkání do sítě brazilské reprezentace (prohra 1:3).
V květnu 2021 bylo oznámeno, že chybí v nominaci na nadcházející EURO, přestože na začátku trenérského působení Jaroslava Šilhavého u reprezentace patřil k lídrům týmu, stejně tak i na začátku kvalifikace na onen turnaj. Trenér ho ale označil jako jednu ze čtyř možností na dodatečnou nominaci na nadcházející EURO, kdyby Ondřej Kúdela neuspěl s odvoláním proti desetizápasovému trestu od UEFA za údajnou rasistickou urážku. Toto volné místo ale nakonec zaplnil Michal Sadílek.

### Reprezentační zápasy
Zápasy Davida Pavelky v A-týmu české reprezentace
| 2015                | 5  | 0 |
| 2016                | 9  | 0 |
| 2017                | 0  | 0 |
| 2018                | 4  | 0 |
| 2019                | 4  | 1 |
| 2020                | 1  | 0 |
| Celkem              | 22 | 1 |
| Platí k 31. 3. 2021 |    |   |